# 71-409
71-409 – rosyjski tramwaj jednokierunkowy, produkcji zakładów „Uraltransmasz” w Jekaterynburgu. Jest pierwszym w Rosji tramwajem o niskiej podłodze na całej długości wagonu.

## Oznaczenie
Oznaczenie tramwaju 71-409 powstało wedle następujących reguł: 7 – typ pojazdu (tramwaj), 1 – kraj producenta (Rosja), 4 – numer producenta (ОАО «Uraltransmasz»), 09 – numer modelu tramwaju. Alternatywnym oznaczeniem jest УТМ-9, gdzie „УТМ” (UTM) oznacza Uralski Тramwaj Мotorowy, model nr 9.

## Historia

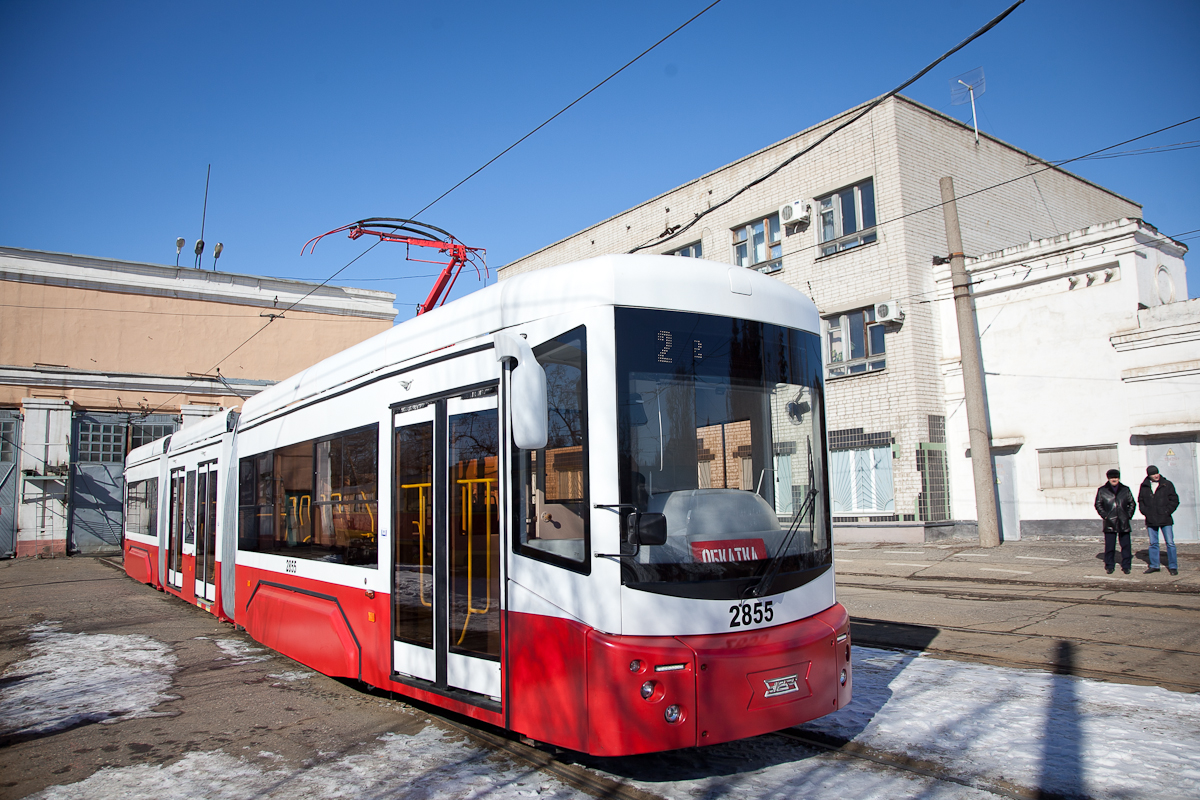
Wagon serii 71-409-01 w Wołgogradzie

Pierwszy wagon oryginalnej serii 71-409 powstał w październiku 2011 roku. Pod koniec lata 2012 wagon przemalowano na kolor cyjanowy i odesłano do Jekaterynburga. W pierwszej fazie testów wagon przejechał około 400 kilometrów po torowiskach Jekaterynburga, po czym powrócił do fabryki celem wykonania poprawek. Następnie pomalowano go w czerwono-białe barwy. Tramwaj był bardzo krytykowany za problemy z pokonywaniem ciasnych łuków, w związku z czym wysłano go na kolejne poprawki w czerwcu 2013.
W marcu 2014 tramwaj przetransportowano celem testów do Niżnego Nowogrodu.
Od 19 lutego 2015 w Wołgogradzie wprowadzono do eksploatacji wagon zmodernizowanej serii 71-409-01.

## Dane techniczne
Pojemność tramwaju wynosi 210 osób. Niska na całej długości pojazdu podłoga znajduje się na wysokości 350 mm ponad główką szyny. Wózki zamontowane są pod członami skrajnymi, środkowy człon jest wiszący. Osiem silników o łącznej mocy 240 kW zapewnia każdemu z kół odrębny napęd.

## Eksploatacja
- Niżny Nowogród
- Wołgograd